# Tingvollfjord
Der Tingvollfjord ist ein Fjord im Fylke Møre og Romsdal im westlichen Norwegen. Er befindet sich südlich von Kristiansund auf dem Gebiet der Gemeinden Gjemnes, Molde, Tingvoll und Sunndal, und deren Gemeindegrenzen verlaufen teilweise entlang der Mitte des Fjords oder überqueren ihn.

## Geographie
Der tief in das norwegische Festland einschneidende Fjord beginnt im Norden südlich der beiden Inseln Bergsøya und Aspøy, wo er in den nach Norden führenden Bergsøysund und den nach Westen verlaufenden Bergsoyfjord übergeht. Der Bergsoyfjord verbindet ihn nach Westen mit dem Batnfjord und westlich der Insel Bergsøy nach Norden über den von der 1257 m langen Gjemnessundbrua überspannten Gjemnessund mit dem Kvernesfjord. Der von der Bergsøysundbrua, einer 931 m langen Schwimmbrücke, überquerte Bergsøysund zwischen Bergsøy und Aspøy verbindet den Tingvollfjord nach Norden mit dem Freifjord. Am Ostende von Aspøy verbindet die nur etwa 400 m lange E 39-Brücke über den Langsetvågen die Insel mit dem Festland und markiert das dortige Nordende des Tingvollfjords.

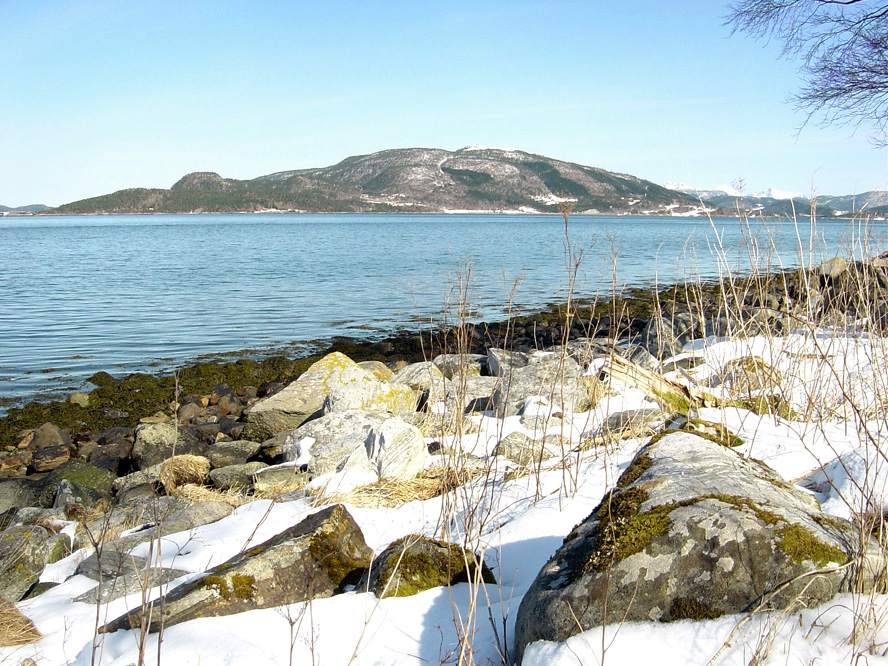
Blick von Torvikbukt über den Tingvollfjord nach Norden auf die Insel Aspøy

Der eigentliche Tingvollfjord erstreckt sich von dort über eine Länge von ca. 35 Kilometern nach Südsüdosten bis zur Landspitze Ballsnes, wo seine südliche Fortsetzung, der 17 km lange Sunndalsfjord, beginnt und wo auch die Gemeindegrenze zwischen Sunndal im Süden und Molde und Tingvoll im Nordwesten bzw. Nordosten den Fjord überquert. Der Sunndalsfjord endet schließlich bei dem Ort Sunndalsøra, wo die Driva in den Fjord einmündet.
Abgesehen von einigen Engstellen ist der Fjord meist etwa 3 km breit. Südöstlich des Kvalvågholmen-Leuchtfeuers im Norden hat er mit 365 m seine größte Tiefe.
Neben einigen felsigen Schären liegen nur drei nennenswerte, aber kleine und nur gelegentlich bewohnte Inseln im Fjord: Langoy im Norden vor der Einfahrt in den Langsetvågen, Meloy unweit nordöstlich der Landspitze Ballsnes, sowie Flåoy im Sunndalsfjord.

## Siedlungen und Verkehr

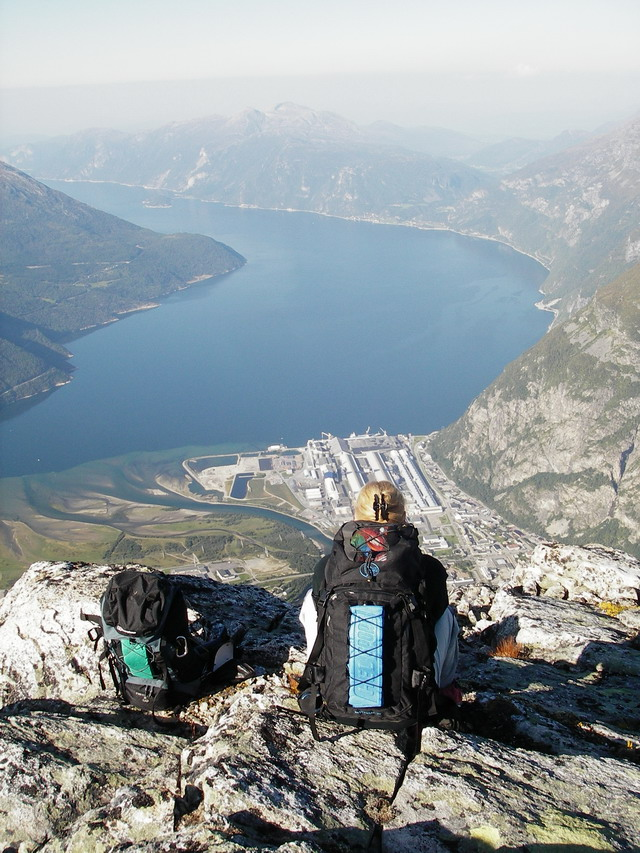
Blick von Süden über Sunndalsøra auf den Sundalsfjord

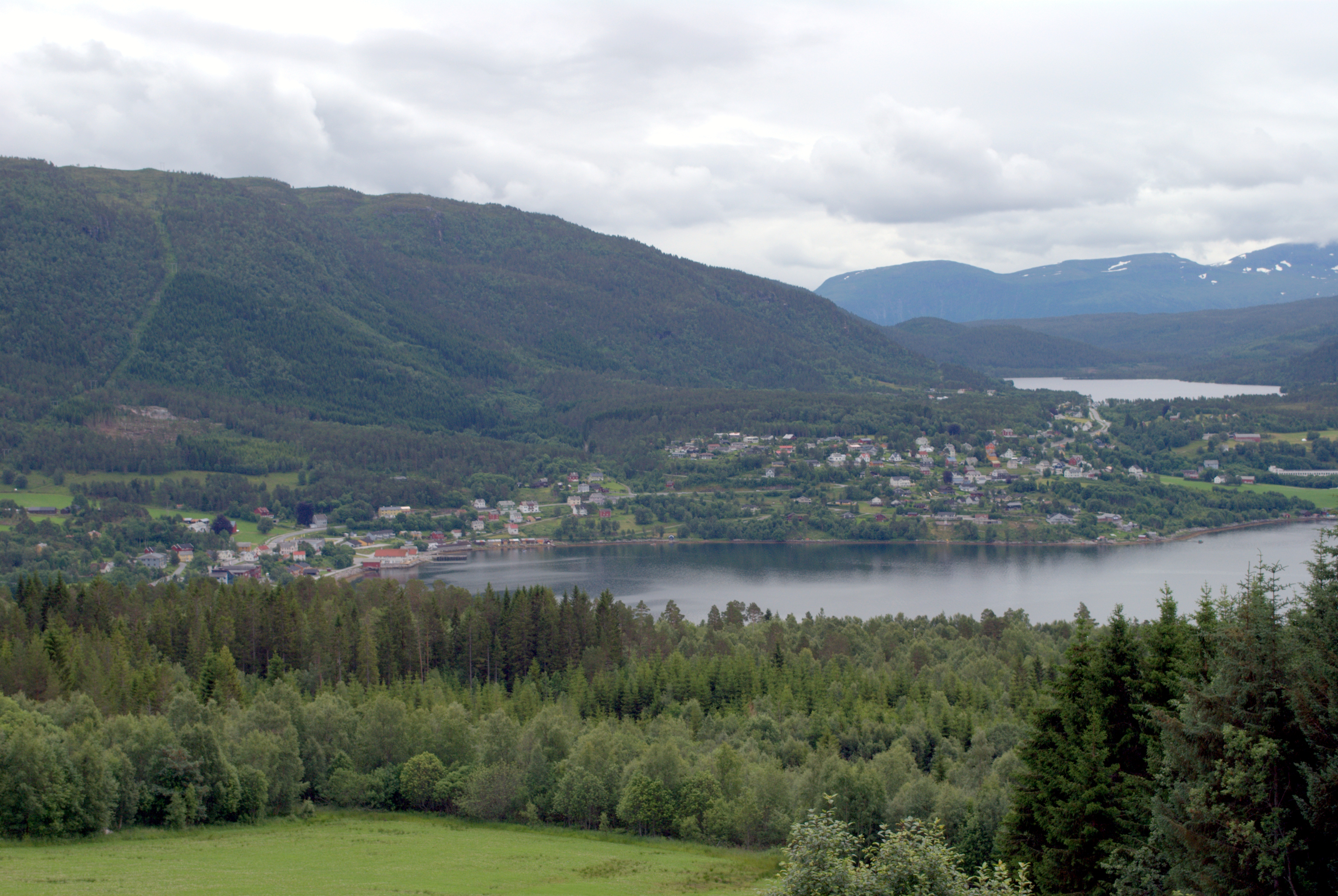
Die Siedlung Tingvoll am Tingvollfjord

Entlang den Ufern von Tingvollfjord und Sunndalsfjord befinden sich zahlreiche, zumeist kleine Ortschaften. Am westlichen Ufer liegen Hoem, Flemma, Angvika, Raudsand, Eidsøra, Jordalsgrenda und Øksendal. Am Ostufer liegen Øygarden, Kjervika, Eikrem, Tveekra, Gyl, Sandvikas, Bergem, Tingvoll und Oppdøl. Am südlichen Ende des Fjords liegt Sunndalsøra, ein Ort von mehr als 4000 Einwohnern, von denen etwa 900 in der dortigen, von Norsk Hydro betriebenen, Aluminiumfabrik beschäftigt sind.
Am Nordufer des Fjords verläuft auf den Inseln Bergsøy und Aspøy und der Langsetvågen-Brücke die Europastraße 39 von Molde nach Trondheim. Auf diesem Abschnitt ist die E 39 identisch mit der RV70, die von Kristiansund im Norden durch den Freifjordtunnel kommend auf Bergsøy in die E 39 einmündet und dann nach Überqueren der Langsetvågen-Brücke wieder von dieser abzweigt und am Ostufer des Fjords bis Tingvoll geht. Dort verlässt sie das Fjordufer und kehrt erst etwa 40 km weiter südlich kurz vor Sunndalsøra nach Durchfahren des 7430 m langen Oppdølstrandtunnels wieder an den Sunndalsfjord zurück.
Auf dem Westufer verläuft im Norden die Fv666, weiter südlich die Fv62.